# مارتین دابلیو. بیتس
مارتین دابلیو. بیتس (به انگلیسی: Martin W. Bates) سناتور سابق عضو حزب ویگ بود. وی در سال ۱۸۵۷ تا ۱۸۵۹ میلادی سناتور ایالت دلاویر در سنای ایالات متحده آمریکا بود.